# إمروغن (إدا وسلام)
إمروغن هو دُوَّار يقع بجماعة إد أو ڭوڭمار، إقليم تيزنيت، جهة سوس ماسة في المملكة المغربية. ينتمي الدوّار لمشيخة إدا وسلام التي تضم 17 دوار. يقدر عدد سكانه بـ 170 نسمة حسب الإحصاء الرسمي للسكان والسكنى لسنة 2004.

## روابط خارجية
- البوابة الوطنية للجماعات الترابية
- المندوبية السامية للتخطيط